# Bianca Chami
Bianca Chami (Rio de Janeiro, 7 de setembro de 1988) é uma cantora brasileira. 

## Biografia
Bianca nasceu no Rio de Janeiro, em 7 de setembro de 1988. Desde pequena, gostava de cantar e escrever e chegou a estudar teatro por alguns anos. Foi morar em Londres, onde estudou piano, violão e inglês. Voltou para o Brasil com o objetivo de investir na carreira de cantora.

## Carreira
Bianca Chami começou através do seu canal no Youtube, em 2011, com um cover da música Why Don't You Do Right, de Peggy Lee. Desde lá, foram mais de 19 mil visualizações no canal. Em 2013, a cantora assinou contrato com a Warner Music Brasil, lançando seu primeiro EP homônimo pela gravadora em 2013. O EP contou com a participação de nomes como Plínio Profeta e James Bell na produção, e contém 4 faixas: “Feeling the Blues”, “Malandro”, “Crazy for a Lazy Day” e “Reggaezinho”. Bianca compõe tanto em inglês quanto em português com a mesma facilidade, e suas músicas misturam jazz e MPB.

## Discografia
- Bianca Chami (2013)
- Bianca Chami II (2014)
- Feeling the Blues - Single (2014)

## Videografia
| Título               | Produtora           | Ano  |
| -------------------- | ------------------- | ---- |
| Você Vai Me Estragar | Warner Music Brasil | 2014 |
| Feeling The Blues    | Warner Music Brasil | 2014 |
| Crazy For a Lazy Day | Warner Music Brasil | 2014 |
| Malandro             | Warner Music Brasil | 2014 |